# Ratpenat de ferradura del Vietnam
El ratpenat de ferradura del Vietnam (Rhinolophus subbadius) és una espècie de ratpenat de la família dels rinolòfids. Viu a Bangladesh, la Xina, l'Índia, Myanmar i el Nepal. El seu hàbitat natural són els densos boscos entre els massissos de bambú. No hi ha cap amenaça significativa per a la supervivència d'aquesta espècie, tot i que està afectada per la desforestació.